# Spectromètre imageur à transformée de Fourier pour l'étude en long et en large de raies d'émission
Le spectromètre imageur à transformée de Fourier pour l'étude en long et en large de raies d'émission, plus communément appelé SITELLE, est un équipement de l’Observatoire Canada-France-Hawaï.
La conception et le développement de SITELLE furent financés par la Fondation canadienne pour l'innovation, l’Observatoire Canada-France-Hawaï, l’Université Laval, ABB et e2v. Le développement technique fut fait par l’Université Laval, l’Université de Montréal et l’Observatoire Canada-France-Hawaï.
SITELLE et le successeur du SpiOMM qui équipe l'Observatoire du mont Mégantic au Québec. Il est entré en fonction en 2015.